# Città di Campbelltown (Nuovo Galles del Sud)
La città di Campbelltown è una Local Government Area che si trova nel Nuovo Galles del Sud. Essa si estende su una superficie di 312 chilometri quadrati e ha una popolazione di 145.967 abitanti. La sede del consiglio si trova a Campbelltown.